# Old Parish Church (Glenbuchat)

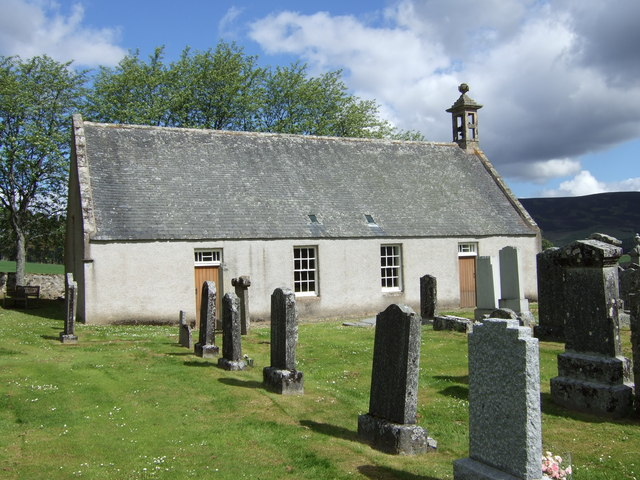
Old Parish Church

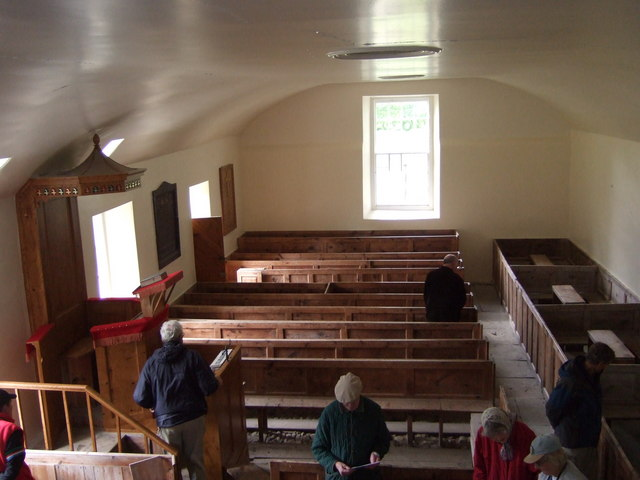
Innenraum

Die Old Parish Church ist eine ehemalige Pfarrkirche nahe der schottischen Ortschaft Bellabeg in der Council Area Aberdeenshire. 1971 wurde das Bauwerk in die schottischen Denkmallisten in der höchsten Denkmalkategorie A aufgenommen. Der umgebende Friedhof sowie das zugehörige Pfarrhaus sind separat als Denkmäler der Kategorie B beziehungsweise C eingestuft. Alle drei Einzeldenkmäler zusammen bilden ein Denkmalensemble.

## Geschichte
Bis in das 15. Jahrhundert mussten die Bewohner der Gegend zum Besuch des Gottesdienstes eine Kirche am gegenüberliegenden Ufer des Don aufsuchen. Nachdem bei stürmischen Wetter mehrere Kirchgänger beim Versuch der Flussquerung ertranken, veranlasste der Bischof von Aberdeen den Bau eines Kirchengebäudes am linken Don-Ufer. Über die 1473 konsekrierte Peterskirche ist wenig bekannt. Es gilt als sehr wahrscheinlich, dass sie sich am Standort der heutigen Old Parish Church befand, jedoch ist dies nicht gesichert.
Die ältesten Fragmente des heutigen Kirchengebäudes stammen von dem Neubau im Jahre 1629. Die Glocke wurde 1643 von dem niederländischen Glockengießer Peter Jansen gefertigt. Beim Bau der heutigen Kirche im Jahre 1792 wurde Steinmaterial des Vorgängerbauwerks am selben Standort wiederverwendet. 1964 wurde das Gebäude restauriert.

## Beschreibung
Die 17,4 m lange und 8,2 m breite Saalkirche weist die typischen Merkmale des zeitgenössischen Kirchenbaus im ländlichen Schottland auf. Sie steht isoliert rund drei Kilometer nordöstlich von Bellabeg. Das Gebäude ist vier Achsen weit und es schließt mit einem schiefergedeckten Satteldach. Auf diesem sitzt giebelständig ein schlichter Dachreiter mit offenem Geläut auf. Die Fassaden des Baus sind mit Harl verputzt. Der Innenraum ist weitgehend unverändert erhalten.
Nahe der Kirche befindet sich das um 1785 erbaute Pfarrhaus. Der zweistöckige Bruchsteinbau mit Natursteineinfassungen ist vier Achsen weit. Er wurde im Laufe der Jahrhunderte erweitert und umgebaut. Das ehemalige Pfarrhaus schließt mit einem schiefergedeckten Satteldach. 1974 sollte es bereits abgebrochen werden, wurde dann jedoch umgebaut und in Wohnungen untergliedert vermietet.
Eine Bruchsteinmauer umfriedet den zugehörigen Kirchhof. Er wird durch ein zweiflügliges Eisentor betreten, das an quadratischen Torpfeilern mit pyramidalen Kappen aufgehängt ist. Die Westseite der Umfriedung wurde in der zweiten Hälfte des 20. Jahrhunderts versetzt, sodass zwei ehemals in das Mauerwerk integrierte Monumente nun frei stehen. Der älteste Grabstein stammt aus dem Jahre 1686. 1919 wurde ein Denkmal an einen gefallenen Soldaten der Cameronians errichtet.